# Susana Trimarco
Sara Susana del Valle Trimarco de Verón, ou Susana Trimarco (nascida em 1954), é uma ativista de direitos humanos argentina cujos esforços para combater o tráfico humano e a corrupção foram reconhecidos internacionalmente. Após o desaparecimento de sua filha em 2002, que possivelmente foi sequestrada por uma rede de tráfico humano, ela passou anos a procurando e iniciou uma fundação de apoio às vítimas de tráfico sexual. Crê-se que graças a sua pressão, a corrupção e a impunidade governamentais na Argentina vieram à tona, discussão que levou a uma lei de 2011 banindo a propaganda de serviços sexuais em jornais e revistas.

## Vida
A filha de Susana Trimarco, Marita Verón (nascida María de los Ángeles Verón), foi sequestrada em San Miguel de Tucumán, capital da Província de Tucumán, em 3 de abril de 2002. Marita era mãe de uma menina de dois anos de idade e tinha ido a uma consulta médica quando, de acordo com uma testemunha, foi puxada para dentro de um carro vermelho. Acredita-se que ela foi forçada a se prostituir.
Para tentar encontrá-la, Susana começou a frequentar prostíbulos vestida como uma garota de programa. Ela recebeu ameaças e pistas falsas a fim de atrapalhar a sua busca. Suas investigações levaram à libertação de outras mulheres supostamente privadas de suas liberdades, mas sua filha segue desaparecida.
Susana criou a Fundación María de los Ángeles ("Fundação María de los Ángeles") em 2007, visando a resgatar garotas sequestradas na Argentina. Ela afirma ter conseguido libertar centenas de mulheres.
Em fevereiro e março de 2012, Susana testemunhou no julgamento de 13 suspeitos, incluindo policiais, acusados de sequestrar Marita Verón e vendê-la a traficantes de pessoas. Todos os réus foram absolvidos em 12 de dezembro de 2012.
Ao todo sete homens e seis mulheres foram indiciados formalmente pelo sequestro de Marita, mas foram absolvidos no tribunal penal de Tucumán. Uma semana depois, Susana Trimarco encontrou-se com a presidente da Argentina e foi iniciado o processo de impeachment contra os três juízes que proferiram este veredito.Em dezembro de 2013, dez dos originalmente 13 acusados foram condenados pelo sequestro e exploração sexual de Marita Verón.

## Legado e prêmios

### Legislação
A luta de Susana Trimarco expôs a indústria do tráfico de pessoas e levou a conhecimento público as questões sobre a corrupção de altos funcionários e sobre a impunidade das redes de tráfico humano. Como resultado de seus esforços, a Argentina aprovou uma lei em 2008 que torna o sequestro e o lenocínio de pessoas um crime federal. Também se estabeleceu uma Agência de Resgate e Acompanhamento para prover assistência jurídica às vítimas.
Seu empenho ainda possibilitou o resgate de 3 mil pessoas exploradas pelo tráfico humano na Argentina. Em 2011, a presidente Cristina Fernández de Kirchner decretou a proibição do "Rubro 59" (como era conhecida a seção de comércio sensual nas publicações argentinas), banindo a publicidade de serviços deste gênero em jornais e revistas, Pela primeira vez, o Ministério da Defesa da Argentina pôde revelar que forças policiais estavam implicadas nas redes de tráfico.
No mesmo ano, além da aprovação da lei antitráfico, foi estabelecida uma Agência de Resgate no âmbito do Ministério da Justiça e dos Direitos Humanos para supervisionar a prevenção e a investigação de crimes de tráfico de pessoas e para oferecer assistência legal às vítimas.

### Prêmios
No dia 8 de março de 2007, o Departamento de Estado dos Estados Unidos agraciou Susana Trimarco com o Prêmio Internacional às Mulheres de Coragem, concedido pela Secretária de Estado Condoleezza Rice. A condecoração oficial diz:
A Sra. Susana Trimarco de Verón encarou perigos e ameaças em seus esforços para combater o tráfico humano e para encontrar sua filha, sequestrada por traficantes. Desesperada, a Sra. Trimarco se colocou em situações perigosas ao se disfarçar de garota de programa, percorrendo bares e ruelas à procura de qualquer um que pudesse saber o paradeiro de Marita. Apesar das pistas falsas e das ameaças de morte, ela descobriu evidências de redes de traficantes operando nas províncias argentinas de La Rioja, Tucumán, Buenos Aires, Córdoba e Santa Cruz. Graças ao seu trabalho, agora o tráfico humano está ganhando atenção do público e do governo na Argentina e as vítimas estão sendo encorajadas a denunciar o crime.
O Senado Nacional argentino também concedeu a Susana Trimarco o Premio Domingo Faustino Sarmiento pelo seu trabalho de promoção dos Direitos Humanos.
Em 14 de março de 2012, o governo canadense conferiu a ela o prêmio John Diefenbaker pela Defesa dos Direitos Humanos e da Liberdade.
Susana Trimarco foi indicada para o Prêmio Nobel da Paz de 2013.

## Mídia
A novela Vidas Robadas ("Vidas Roubadas") da emissora Telefe foi inspirada neste caso.
Susana Trimarco também foi tema de um documentário de 2009, Fragmentos de una Búsqueda (Fragmentos de uma Procura), dirigido por Pablo Milstein e Norberto Ludín.
Um episódio da 16ª temporada da série estadunidense Law & Order: Special Victims Unit, "Undercover Mother" ("Mãe Disfarçada"), foi inspirado em sua história.